# Naissance en 1034
Naissance
- 1030
- 1031
- 1032
- 1033
- 1034
- 1035
- 1036
- 1037
- 1038

Cette page dresse une liste de personnalités nées au cours de l'année 1034 :
- 3 septembre : Go-Sanjō, 71e empereur du Japon.

- Jocelin de Courtenay, deuxième seigneur de Courtenay.
- Rodolphe de Gabrielli, moine-ermite camaldule italien, considéré comme un saint catholique.
- Khön Köntchok Gyalpo, bouddhiste tibétain à l’origine de la tradition Sakyapa dont il est le premier Trizin et  fondateur de son premier monastère éponyme, Sakya.
- Shin Arahan, également appelé Dhammadassi Mahathera, Moine bouddhiste puis primat du royaume de Pagan.

Date incertaine (vers 1033/1034)
- Anselme du Bec (ou d'Aoste ou de Cantérbory), moine bénédictin (saint), (1033 ou 1034 selon les sources)
- Conan II de Bretagne, duc de Bretagne.

## Crédit d'auteurs
- Cet article est partiellement ou en totalité issu de l'article intitulé « 1034 » (voir la liste des auteurs).